# Orientierungslauf-Weltmeisterschaften 2012
Die 29. Orientierungslauf-Weltmeisterschaften fanden vom 14. bis 21. Juli 2012 in und um Lausanne (Schweiz) statt.
Die Schweiz war zum dritten Mal Austragungsort von Weltmeisterschaften im Orientierungslauf. 1981 fanden die Weltmeisterschaften in Thun statt, 2003 in Rapperswil SG.

## Wettkampf-Zeitplan
- 14. Juli 2012: Qualifikation und Finale Sprint in Lausanne
- 15. Juli 2012: Qualifikation Langdistanz in Ballens
- 16. Juli 2012: Qualifikation Mitteldistanz in Saint-George
- 17. Juli 2012: Finale Mitteldistanz in Saint-Cergue – La Givrine
- 19. Juli 2012: Finale Langdistanz in Le Chalet-à-Gobet
- 21. Juli 2012: Staffel in Le Chalet-à-Gobet

## Herren

### Sprint
| Platz | Land | Athlet          | Zeit        |
| ----- | ---- | --------------- | ----------- |
| 1     | SUI  | Matthias Kyburz | 15:32,0 min |
| 2     | SUI  | Matthias Merz   | 15:49,5 min |
| 3     | SUI  | Matthias Müller | 15:59,0 min |
| 4     | GBR  | Scott Fraser    | 16:11,2 min |
| 5     | RUS  | Andrei Chramow  | 16:22,7 min |
| 6     | FIN  | Tuomo Mäkelä    | 16:32,9 min |
| 7     | LTU  | Jonas Gvildys   | 16:33,8 min |
| 8     | HUN  | Zsolt Lenkei    | 16:39,5 min |

Qualifikation: 14. Juli 2012, 9:00 Uhr

Ort: Lausanne
Finale: 14. Juli 2012, 15:00 Uhr

Ort: Lausanne-Ouchy

Länge: 4,2 km

Steigung: 80 m

Posten: 20

### Mitteldistanz
| Platz | Land | Athlet            | Zeit      |
| ----- | ---- | ----------------- | --------- |
| 1     | LAT  | Edgars Bertuks    | 36:45 min |
| 2     | RUS  | Walentin Nowikow  | 36:50 min |
| 3     | SUI  | Fabian Hertner    | 37:10 min |
| 4     | FRA  | Thierry Gueorgiou | 37:15 min |
| 5     | FRA  | François Gonon    | 37:18 min |
| 6     | SWE  | Peter Öberg       | 37:22 min |
| 7     | NOR  | Magne Dæhli       | 38:08 min |
| 8     | SWE  | Gustav Bergman    | 38:33 min |

Qualifikation: 16. Juli 2012

Ort: Saint-George
Finale: 17. Juli 2012

Ort: Saint-Cergue – La Givrine

Länge: 6,5 km

Steigung: 240 m

Posten: 20

### Langdistanz
| Platz | Land | Athlet             | Zeit      |
| ----- | ---- | ------------------ | --------- |
| 1     | NOR  | Olav Lundanes      | 1:34:42 h |
| 2     | SUI  | Matthias Merz      | 1:37:34 h |
| 3     | LAT  | Edgars Bertuks     | 1:39:13 h |
| 4     | FRA  | Philippe Adamski   | 1:40:19 h |
| 5     | SWE  | Anders Holmberg    | 1:41:46 h |
| 6     | BUL  | Kiril Nikolow      | 1:41:48 h |
| 7     | RUS  | Magne Dæhli        | 1:43:20 h |
| 8     | FRA  | Frédéric Tranchand | 1:43:55 h |

Qualifikation: 15. Juli 2012

Ort: Ballens
Finale: 19. Juli 2012

Ort: Le Chalet-à-Gobet

Länge: 18,3 km

Steigung: 450 m

Posten: 31

### Staffel
| Platz | Land | Athleten                                                | Zeit      |
| ----- | ---- | ------------------------------------------------------- | --------- |
| 1     | CZE  | Tomáš Dlabaja Jan Šedivý Jan Procházka                  | 1:40:00 h |
| 2     | NOR  | Magne Dæhli Carl Waaler Kaas Olav Lundanes              | 1:40:06 h |
| 3     | SWE  | Jonas Leandersson Peter Öberg Anders Holmberg           | 1:40:11 h |
| 4     | SUI  | Fabian Hertner Matthias Müller Matthias Merz            | 1:41:21 h |
| 5     | FRA  | Philippe Adamski Thierry Gueorgiou François Gonon       | 1:42:56 h |
| 6     | DEN  | Søren Bobach Rasmus Thrane Hansen Tue Lassen            | 1:43:08 h |
| 7     | LAT  | Mārtiņš Sirmais Kalvis Mihailovs Edgars Bertuks         | 1:45:31 h |
| 8     | LTU  | Vilius Aleliūnas Simonas Krėpšta Jonas Vytautas Gvildys | 1:45:42 h |

21. Juli 2012

Ort: Le Chalet-à-Gobet

Länge: 6,9 km

Steigung: 180 m

Posten: 20

## Damen

### Sprint
| Platz | Land | Athletin            | Zeit        |
| ----- | ---- | ------------------- | ----------- |
| 1     | SUI  | Simone Niggli-Luder | 15:43,7 min |
| 2     | DEN  | Maja Alm            | 16:20,2 min |
| 3     | SWE  | Annika Billstam     | 16:28,0 min |
| 4     | SWE  | Helena Jansson      | 16:30,2 min |
| 5     | SUI  | Rahel Friederich    | 16:33,1 min |
| 6     | FIN  | Venla Niemi         | 16:39,4 min |
| 7     | GBR  | Claire Ward         | 16:49,4 min |
| 8     | SWE  | Lena Eliasson       | 16:56,9 min |

Qualifikation: 14. Juli 2012, 9:00 Uhr

Ort: Lausanne
Finale: 14. Juli 2012, 16:00 Uhr

Ort: Lausanne-Ouchy

Länge: 3,7 km

Steigung: 60 m

Posten: 19

### Mitteldistanz
| Platz | Land | Athletin            | Zeit      |
| ----- | ---- | ------------------- | --------- |
| 1     | FIN  | Minna Kauppi        | 37:37 min |
| 2     | SWE  | Tove Alexandersson  | 38:09 min |
| 3     | RUS  | Tatjana Rjabkina    | 39:03 min |
| 4     | DEN  | Ida Bobach          | 39:52 min |
| 5     | SUI  | Simone Niggli-Luder | 40:00 min |
| 6     | SWE  | Annika Billstam     | 40:07 min |
| 7     | SUI  | Sara Lüscher        | 40:53 min |
| 8     | FIN  | Merja Rantanen      | 41:03 min |

Qualifikation: 16. Juli 2012

Ort: Saint-George
Finale: 17. Juli 2012

Ort: Saint-Cergue – La Givrine

Länge: 5,5 km

Steigung: 170 m

Posten: 18

### Langdistanz
| Platz | Land | Athletin                        | Zeit      |
| ----- | ---- | ------------------------------- | --------- |
| 1     | SUI  | Simone Niggli-Luder             | 1:15:07 h |
| 2     | FIN  | Minna Kauppi                    | 1:16:38 h |
| 3     | SWE  | Annika Billstam                 | 1:17:13 h |
| 4     | RUS  | Tatjana Rjabkina                | 1:19:17 h |
| 5     | NOR  | Anne Margrethe Hausken Nordberg | 1:20:05 h |
| 6     | CZE  | Eva Jureníková                  | 1:21:10 h |
| 7     | FIN  | Merja Rantanen                  | 1:22:51 h |
| 8     | DEN  | Ida Bobach                      | 1:23:22 h |

Qualifikation: 15. Juli 2012

Ort: Ballens
Finale: 19. Juli 2012

Ort: Le Chalet-à-Gobet

Länge: 12,4 km

Steigung: 370 m

Posten: 23

### Staffel
| Platz | Land | Athletinnen                                                      | Zeit      |
| ----- | ---- | ---------------------------------------------------------------- | --------- |
| 1     | SUI  | Ines Brodmann Judith Wyder Simone Niggli-Luder                   | 1:44:54 h |
| 2     | SWE  | Annika Billstam Helena Jansson Tove Alexandersson                | 1:47:18 h |
| 3     | NOR  | Silje Ekroll Jahren Mari Fasting Anne Margrethe Hausken Nordberg | 1:48:11 h |
| 4     | RUS  | Anastasia Tichonowa Swetlana Mironowa Tatjana Rjabkina           | 1:48:38 h |
| 5     | FIN  | Venla Niemi Merja Rantanen Minna Kauppi                          | 1:51:41 h |
| 6     | DEN  | Emma Klingenberg Ida Bobach Maja Alm                             | 1:52:21 h |
| 7     | FRA  | Céline Dodin Lea Vercellotti Amélie Chataing                     | 1:53:13 h |
| 8     | CZE  | Iveta Duchová Dana Šafka Brožková Eva Jureníková                 | 1:59:54 h |

21. Juli 2012

Ort: Le Chalet-à-Gobet

Länge: 5,9 km

Steigung: 140 m

Posten: 18

## Medaillenspiegel
| Platz | Land       | Gold | Silber | Bronze | Gesamt |
| ----- | ---------- | ---- | ------ | ------ | ------ |
| 1     | Schweiz    | 4    | 2      | 2      | 8      |
| 2     | Norwegen   | 1    | 1      | 1      | 3      |
| 3     | Finnland   | 1    | 1      | –      | 2      |
| 4     | Lettland   | 1    | –      | 1      | 2      |
| 5     | Tschechien | 1    | –      | –      | 1      |
| 6     | Schweden   | –    | 2      | 3      | 5      |
| 7     | Russland   | –    | 1      | 1      | 2      |
| 8     | Dänemark   | –    | 1      | –      | 1      |